# ОШ „Тодор Докић” Календеровци
Основна школа „Тодор Докић“ основана је 1923. године у Доњој Лупљаници I, а 1926. године и у Календеровцима. Тадашња четвороразредна школа је осим матичног села, тада Српски Календеровци, обухватала још и подручје Турских Календероваца, Доњег Детлака, Рапћана и Горњег Детлака. У току Другог свјетског рата школа је оштећена. Реновирана је 1945. године. Послије рата отварају се подручна одјељења у Дријену, Доњем Детлаку, Горњем Детлаку, Доњој Лупљаници II и Рапћанима.
1962. године довршена је нова школска зграда са шест учионица, зборницом и пратећим објектима, а 1982. године дограђене су још двије учионице. 1984. године школа поприма данашњи изглед. Централна школа је реконструисана 2012. године. У саставу школе данас су, поред централне школе у Календеровцима и петоразредна подручна одјељења у Доњој Лупљаници I, Доњој Лупљаници II и Дријену.
У школској 2014/ 15. години наставу похађају 152 ученика. Настава се у централној школи одвија у двије смјене, у подручним одјељенима у једној смјени. У наставном процесу запослено је 30 наставника и сва настава је стручно заступљена. Четрнаест радника ради као административно и помоћно особље.
Поред редовне наставе изводи се и допунска, додатна и припремна настава, као и читав низ ваннаставних активности. Од секција су активне математичка, секција из физике, литерарна, ликовна, еколошка, драмска, саобраћајна и спортска (карате, фудбал и кошарка) и хорска секција.
На иницијативу ученика, покренуте су активности на обнови рада секције младих астронома.
У школи дјелује Савјет ученика кога чине представници свих одјељења школе и који има за циљ да промовише права и интересе свих ученика школе као и да подстакне на ангажовање у раду школе. Савјет учествује у изради одговарајућих пројеката којима се подстиче и унапређује образовни рад у школи и представља ставове ученика органима школе.
Школа остварује добру сарадњу са свим организацијама и установа на подручју општине које су од значаја за рад школе.
Један од приоритетних задатака руководства школе у наредном периоду је набавка савремених наставних учила и осавремењивање самог наставног процеса али и доградња крила школе у коме би се налазили кабинети за психолога и педагога, просторија за цјелодневни боравак дјеце, библиотека и двије учионице.